# 1741
Cette page concerne l'année 1741  du calendrier grégorien. Pour l'année 1741 av. J.-C., voir 1741 av. J.-C.
L'année 1741 est une année commune qui commence un dimanche.

## Événements
- 9 mars - 20 mai : échec des Britanniques d'Edward Vernon au siège de Carthagène des Indes.

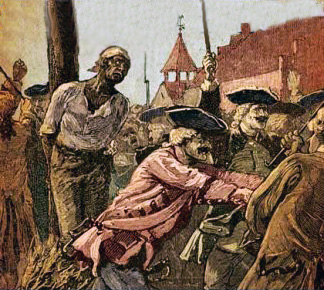
Conspiration de New York. New York compte 10000 Blancs et 2000 esclaves noirs. Après un hiver particulièrement rude, de mystérieux incendies éclatent (18 mars). Quelques Blancs et certains esclaves, accusés d’avoir conspiré, sont jugés et forcés à avouer. Quatre Blancs (deux hommes et deux femmes) sont exécutés, dix-huit esclaves sont pendus et treize autres brûlés vifs.

- 18 mars/Avril : insurrection des esclaves noirs à New York (Great Negro Plot)[1].
- 7 avril[2] : les boulangers de New York arrêtent le travail pour protester contre le prix élevé du blé[3].

- 15 mai : Nâdir Shâh échappe à un attentat, ce qui le rend fou furieux[4].

- 26 juillet[5] (15 juillet du calendrier julien) : Alekseï Tchirikov, appartenant à la deuxième expédition du Kamtchatka, dirigée par le navigateur danois Vitus Béring, atteint l'Alaska après avoir découvert le détroit de Béring qui sépare l'Asie de l'Amérique dans la partie nord de l'océan Pacifique ; le navire de Bering est en vue de l'île Kayak le lendemain[6].
- 1er août - 10 octobre : les Russes d'Alekseï Tchirikov explorent la côte sud de l'Alaska et les Îles Aléoutiennes[7].
- 10 août : le pacha de Travancore défait la Compagnie néerlandaise des Indes orientales à la bataille de Colachel près de Kânyâkumârî[8].
- Tegbessou du Dahomey s'empare de Ouidah[9].

### Europe
- 25 janvier, France : le maréchal de Belle-Isle est nommé ambassadeur extraordinaire en Allemagne pour appuyer l'élection à l'Empire du duc de Bavière. Il quitte Paris le 4 mars et adopte une attitude résolument austrophobe à la Diète impériale de Francfort[10].

- 18 février[11] : François-Étienne de Toscane est déclaré publiquement corégent de tous les États héréditaires de la maison des Habsbourg[12]. En février, Marie-Thérèse tente de négocier une coalition antiprussienne entre l'Autriche, le Royaume-Uni, les Pays-Bas, la Saxe et la Russie mais la convention n'est pas ratifiée[13].

- 13 mars : démission de Münnich après une nouvelle répartition des pouvoirs entre les ministres en Russie, qui l'a obligé à restituer les Affaires étrangères à Andreï Osterman et à ne conserver que l’armée[14].

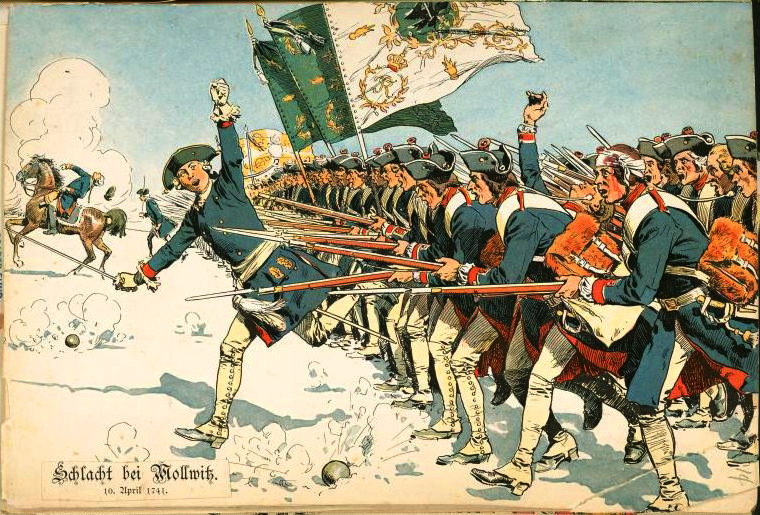
10 avril : bataille de Mollwitz (illustration du XIXe siècle).

- 10 avril, première guerre de Silésie : les Autrichiens (Wilhelm Reinhard de Neipperg) sont écrasés par le Brandebourg-Prusse (Frédéric II de Prusse) à la bataille de Mollwitz[15].
- 11 avril : convention de Dresde entre Auguste III de Pologne et Marie-Thérèse ; elle n'est pas ratifiée à la suite de l'action de Belle-Isle[13].
- 30 avril - 11 juin : élection générales au Royaume-Uni[16]. Les whigs obtiennent la majorité aux communes.

- 4 mai : le roi de Prusse prend Brieg[13].
- 14 mai : ouverture de la Diète hongroise (clôture le 20 octobre)[17].

- 28 mai : traité de Nymphenburg entre la France, l'Espagne et la Bavière[18] (ou le 18 mai[13]).

- 5 juin : 
  - Frédéric II de Prusse signe au camp de Mollwitz, près de Breslau un traité d'alliance défensive avec le maréchal de Belle-Isle, qui assure à Frédéric 11 la Basse-Silésie[19] (ou le 5 juillet[13]). Bien que désirant rester en dehors du conflit (Marie-Thérèse avait proposé de céder les Pays-Bas autrichiens en échange de la neutralité de la France), Louis XV et Fleury sont contraints par le parti anti-autrichien du maréchal de Belle-Isle et la pression de l’opinion de soutenir l’électeur de Bavière (18 mai) et de signer des accords avec l’Espagne et avec Frédéric II de Prusse (5 juin).
  - Concordat entre la Savoie et le pape, qui restreint les prérogatives de l’Église dans le royaume[20].
- 8 juin : concordat entre Naples et le pape[21]. Les terres d’Église sont désormais soumises au régime fiscal général.
- 24 juin : traité d’alliance de Hanovre entre Marie-Thérèse et le roi George II de Grande-Bretagne[13].

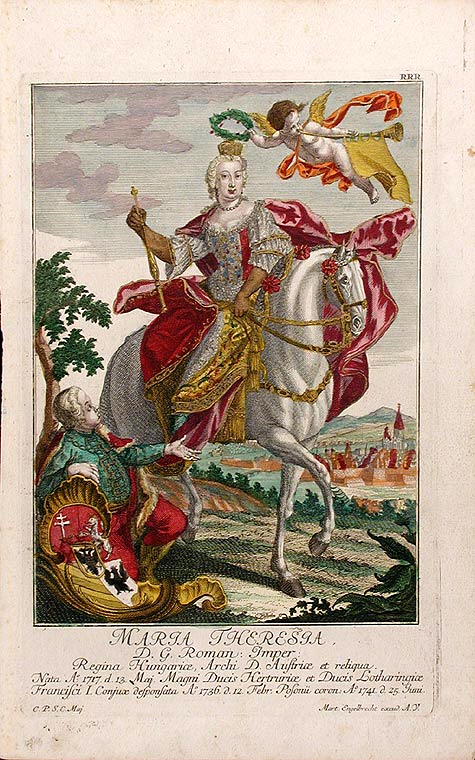
25 juin : couronnement de Marie-Thérèse Ire de Hongrie. Marie-Thérèse, ayant perdu la couronne impériale, la Haute-Autriche, la Bohême, la Silésie, se tourne vers les Hongrois qui lui promettent leur appui en échange de leur indépendance (levée de 60000 hommes). La diète hongroise la reconnaît comme souveraine.

- 25 juin : couronnement de Marie-Thérèse roi de Hongrie à Pozsony/Presbourg/Bratislava[22].

- Juin-juillet : fin de la famine irlandaise de 1740-1741[23].

- Août : la France entreprend la conquête de la Bohême révoltée au nom de l’électeur Charles Albert de Bavière pour assurer la jonction avec les Prussiens[24].
- 4 août : en Suède, les « Chapeaux » engagent une guerre contre la Russie qui aboutira à un désastre, la Guerre Russo-Suédoise de 1741-1743[25].
- 10 août : le roi de Prusse prend Breslau[13].

- 3 septembre : victoire russe sur la Suède à la bataille de Vilmanstrand près de Lappeenranta[13].
- 11 septembre : Les états généraux de Hongrie acclament Marie-Thérèse, lui offrant leur vie et leur sang. La Diète vote la levée en masse des nobles (« l’insurrection ») et la mise sur pied d’une armée recrutée par « portes », c'est-à-dire par tenures de serfs, avec en plus la mobilisation des soldats serbes et des cavaliers transylvaniens. La reine rétablit la fonction de palatin en la personne de János Pálffy[22].
- 19 septembre : l’électeur de Saxe accède à l’alliance franco-prussienne contre l’Autriche[13].

- 9 octobre : convention de Klein-Schnellendorf, en Haute-Silésie, armistice entre Marie-Thérèse et Frédéric II, prévoyant le transfert de la Basse-Silésie à la Prusse[13].
- 28 octobre : Convention de neutralité du Hanovre signée avec la France[13]. 
  - Robert Walpole, qui occupe une position dominante dans le ministère en Grande-Bretagne, voudrait rester neutre sur le continent. George II, qui est aussi électeur de Hanovre, craignant que la guerre ne s’étende à son électorat, déclare la neutralité du Hanovre. L’opinion britannique voit avec défaveur l’accroissement de la puissance française.
- 26 novembre : Prague est occupée par les troupes françaises (Belle-Isle), bavaroises et saxonnes[13].
- 6 décembre[13] (25 novembre du calendrier julien) : avènement d'Élisabeth Ire de Russie (fin en 1762). Ivan VI de Russie est renversé par un coup d’État nationaliste au profit d’Élisabeth Petrovna, fille de Pierre le Grand, conformément au testament de Catherine Ire de Russie. Ivan VI et sa famille sont emprisonnés. Élisabeth poursuit la politique intérieure de son père, en l’infléchissant vers une orientation plus stricte de l’encadrement social.
- 19 décembre : l'électeur de Bavière est couronné roi de Bohême à Prague[24].
- 26 décembre : les troupes de Frédéric II de Prusse prennent Olmütz[13].

- Le hospodar Constantin Mavrocordato procède à une réforme fiscale en Valachie[26].

## Naissances en 1741
- 6 janvier : Sarah Trimmer, écrivain et critique de littérature enfantine britannique († 15 décembre 1810).
- 24 janvier : Jean-Jacques Juventin, pasteur suisse auteur de sermons († 8 avril 1801).
- 31 janvier : Theodor Gottlieb von Hippel l'Ancien, haut fonctionnaire et philosophe prussien († 23 avril 1796).

- 7 février : Heinrich Füssli, peintre et critique d'art britannique d'origine suisse († 1825).

- 4 mars : Casimiro Gómez de Ortega, médecin, pharmacien et botaniste espagnol († 30 août 1818).
- 13 mars : Joseph II du Saint-Empire, empereur du Saint-Empire romain germanique († 20 février 1790).
- 17 mars : William Withering, médecin et botaniste britannique, célèbre pour sa découverte de la digitaline († 6 octobre 1799).
- 20 mars : Jean-Antoine Houdon, sculpteur français († 15 juillet 1828).

- 6 avril : Sébastien-Roch Nicolas de Chamfort,  écrivain moraliste français († 1794) Académicien français († 13 avril 1794).
- 11 avril : Pierre Lassus, chirurgien français († 16 mars 1807).
- 15 avril : Charles Willson Peale, peintre et naturaliste américain († 22 février 1827).
- 24 avril : Gerhoh Steigenberger, chanoine régulier de Saint-Augustin († 5 août 1787).

- 3 mai : Pierre-Paul Botta, général de brigade français († 28 juillet 1795).
- 5 mai : Louis-Bernard Coclers, peintre, actif à Liège, à Rome, en Hollande et à Paris († 20 avril 1817).
- 8 mai : Bernardino Nocchi, peintre italien († 27 janvier 1812).
- 17 mai : Barthélemy Faujas de Saint-Fond, géologue et volcanologue français († 18 juillet 1819).
- 23 mai : Andrea Luchesi, compositeur italien († 21 mars 1801).

- 4 juillet : Benoît Mottet de la Fontaine, député du Grand-Orient, commissaire-ordonnateur des établissements français des Indes & président du Conseil Supérieur à Pondichéry sous la Restauration († 30 avril 1820).
- 13 juillet : Carl Friedrich Hindenburg, mathématicien allemand († 17 mars 1808).
- 14 juillet : Charles-Alexandre-Joseph Caullet, peintre français († 21 mars 1825).

- 20 août : Vincenzo Brenna, architecte, décorateur et peintre italien († 17 mai 1820).
- 23 août : Jean-François Galaup qui deviendra Jean-François de La Pérouse, officier de marine et un explorateur français († 1788).

- 19 septembre : Jacob Jordan, homme politique canadien  († 23 février 1796).
- 22 septembre : Peter Simon Pallas, zoologiste russe d'origine allemande († 8 septembre 1811).

- 2 octobre : Johann Christian von Mannlich, peintre et architecte allemand († 3 janvier 1822).
- 4 octobre : Edmond Malone, érudit shakespearien irlandais († 25 avril 1812).
- 10 octobre : Henri-Joseph Van Blarenberghe, peintre français († 1er décembre 1826).
- 11 octobre : James Barry, peintre britannique († 22 février 1806).
- 18 octobre : Pierre Choderlos de Laclos, écrivain et officier militaire français († 5 septembre 1803).
- 30 octobre : Angelica Kauffmann, portraitiste suisse († 5 novembre 1807).

- 3 novembre : William Irvine, médecin, militaire et homme d'État irlando-américain († 29 juillet 1804).

- 21 décembre : Charlotte Eustache Sophie de Fuligny-Damas (marquise de Grollier), peintre française  († 1828).

## Décès en 1741

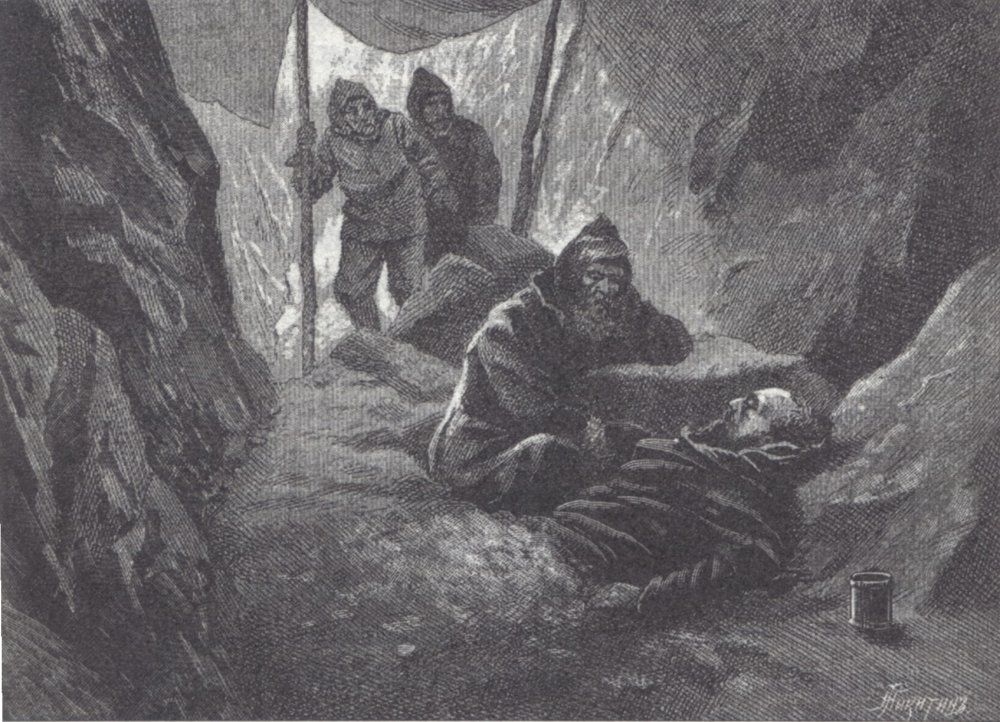
19 décembre : la mort de Vitus Béring en Alaska, dessin de 1898

- 15 janvier : Godfrey Hankwitz, chimiste allemand, travailla avec Robert Boyle (° 1660).
- 19 février : Andrea Locatelli, peintre paysagiste italien (° 19 décembre 1695).
- 21 février : Jethro Tull, agronome britannique (° 30 mars 1674).
- 17 avril : Onofrio Avellino, peintre baroque italien de l'école napolitaine (° 1674).
- 27 avril : Faustino Bocchi, peintre italien (° 1659).
- 8 juillet : Pietro Paltronieri, peintre italien de la période baroque tardive (° 1673).
- 28 juillet : Antonio Vivaldi, compositeur italien (° 4 mars 1678).
- 7 septembre : Henry Desmarest, musicien et compositeur français (° 1661).
- 16 octobre : enterrement de Sebastiano Galeotti, peintre italien (° 22 décembre 1675).

- 2 novembre :  Giovanni Antonio Pellegrini, peintre rococo italien (° 29 avril 1675).
- 17 décembre : William Pole, 4e baronnet, propriétaire britannique et homme politique conservateur (° 1678).
- 19 décembre : Vitus Béring, explorateur danois (° 12 août 1681).
- 21 décembre : Bernard de Montfaucon, moine bénédictin français (° 16 janvier 1655).
- Date précise inconnue :
  - Giacomo Adolfi, peintre baroque italien (° 1682).
  - Giovanni Antonio Capello, peintre baroque italien (° 1669).
  - Giovanni Girolamo Frezza, peintre et graveur italien (° 1659).